# Hylorchilus navai
El cucarachero de Nava o chivirín de Nava (Hylorchilus navai) es una especie de ave paseriforme de la familia Troglodytidae endémica de México. Su hábitat natural es el bosque húmedo y está amenazado por la pérdida de su hábitat.